# Pulitzer Albert
Pulitzer Albert (Makó, 1851. július 10. – Bécs, 1909. október 3.) Pulitzer József (1847–1911) testvére. Fia, Pulitzer Walter, aki szerző és magazinkiadó volt 1926-ban hunyt el.

## Életpályája
Makón született. 1867-ben költözött ki az USA-ba, és a Kansas-i Leavenworth High School német tanára volt. Két évet követően egy Illinois újságnál kezdett dolgozni. 1871-ben New Yorkba költözött. Itt a New York Sun és a New York Herald munkatársa volt egészen a Journal megalapításáig. 1882-ben megalapította a New York Morning Journal nevű lapot, amelyet John R. McLeannek adta el, aki hamarosan átadta a lapot William Randolph Hearst-nek 1895-ben. Megalapította a Das Morgen Journal-t, amely a Journal német nyelvű változata volt; 1895-ben William Randolph Hearst ezt is megszerezte.
Ideggyengeségben szenvedett; öngyilkos lett Bécsben (miután eladta a Journal-t, elhagyta Európát).
2010-ben James McGrath Morris új életrajzot tett közzé: Joseph Pulitzer élete (Pulitzer: A Life in Politics, Print és Power) című könyvében, amely új információkat tartalmaz Pulitzer Albert emlékirataiból.

## Művei
- The Romance of Prince Eugene
- An idyll of the Time of Napoleon 1. (1895)